# Зонд (медицина)
Зонди — в медицині, інструменти у вигляді тонкого стержня, що призначається для проведення діагностичних або лікувальних процедур у різних порожнинах і каналах тіла людини.
Медичні зонди бувають таких видів:
- Зонд біполярний
- Зонди Боумена
- Зонд Вінтернітца
- Зонд волокнистий
- Зонд Воячека
- Зонд очний:
  -  конічний 
  -  циліндричний
- Зонд гортанний
- Зонд двосторонній
- Зонд Джобсона-Горнера
- Зонд жолобкоподібний (жолобковатий)
- Зонд жолобкогудзикуватий
- Зонд зубний
- Зонд конічний Зіхель
- Зонд Кохера , або  Зонд зобний
- Зонд Куликівського
- Зонд матковий
- Періодонтальний зонд
- Зонд Поляка
- Зонд гудзикуватий
- Зонд температурний , або  термометр-щуп
- Зонд вушний гудзикуватий , або  Зонд Воячека
- Зонд еластичний Кодівілли
- Зонд гастродуоденальний подвійний ?
- Зонд подвійний ?
- Зонд дуоденальний
- Зонд шлункові :
  -  зонд шлунковий двотрубний ?
  -  зонд шлунковий товстий 
  -  зонд шлунковий тонкий
- Зонд кишковий
- Зонд Похісова

## Галерея

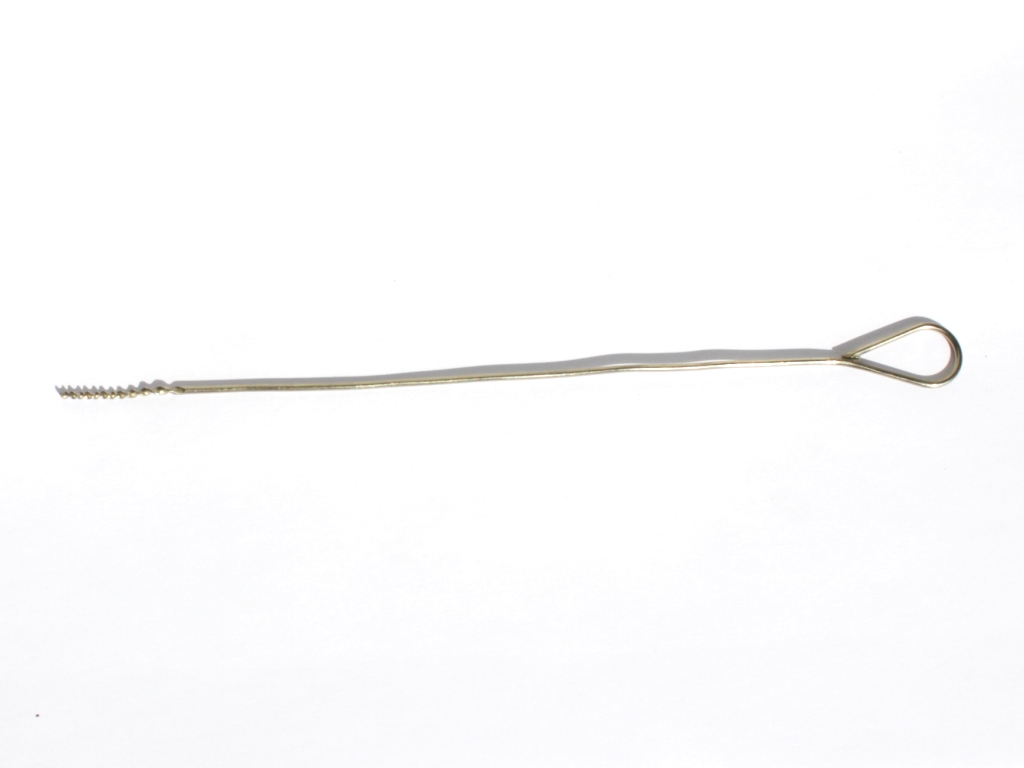
Хірургічний зонд з навивкою.
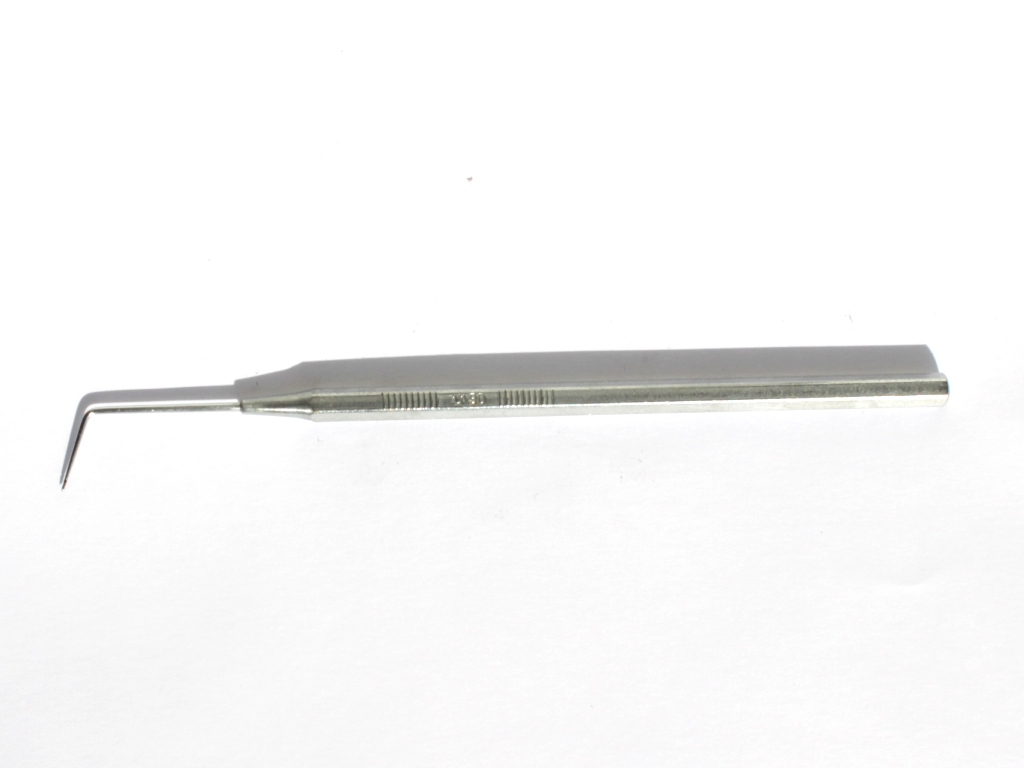
Зубний зонд.
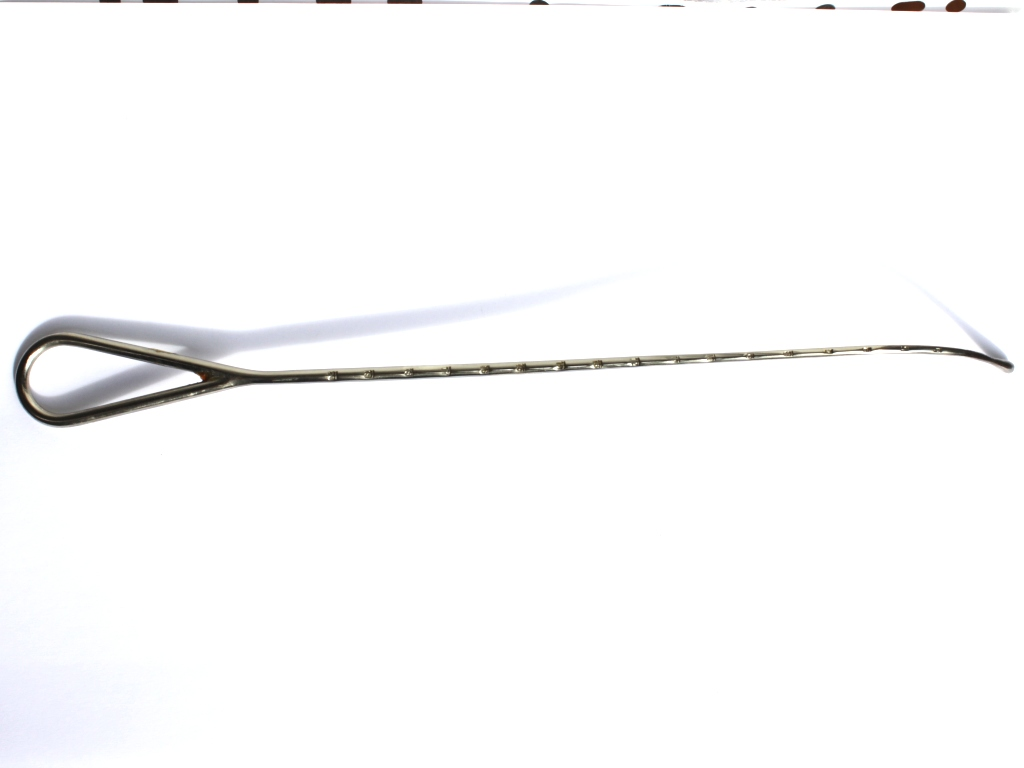
Зонд матковий.
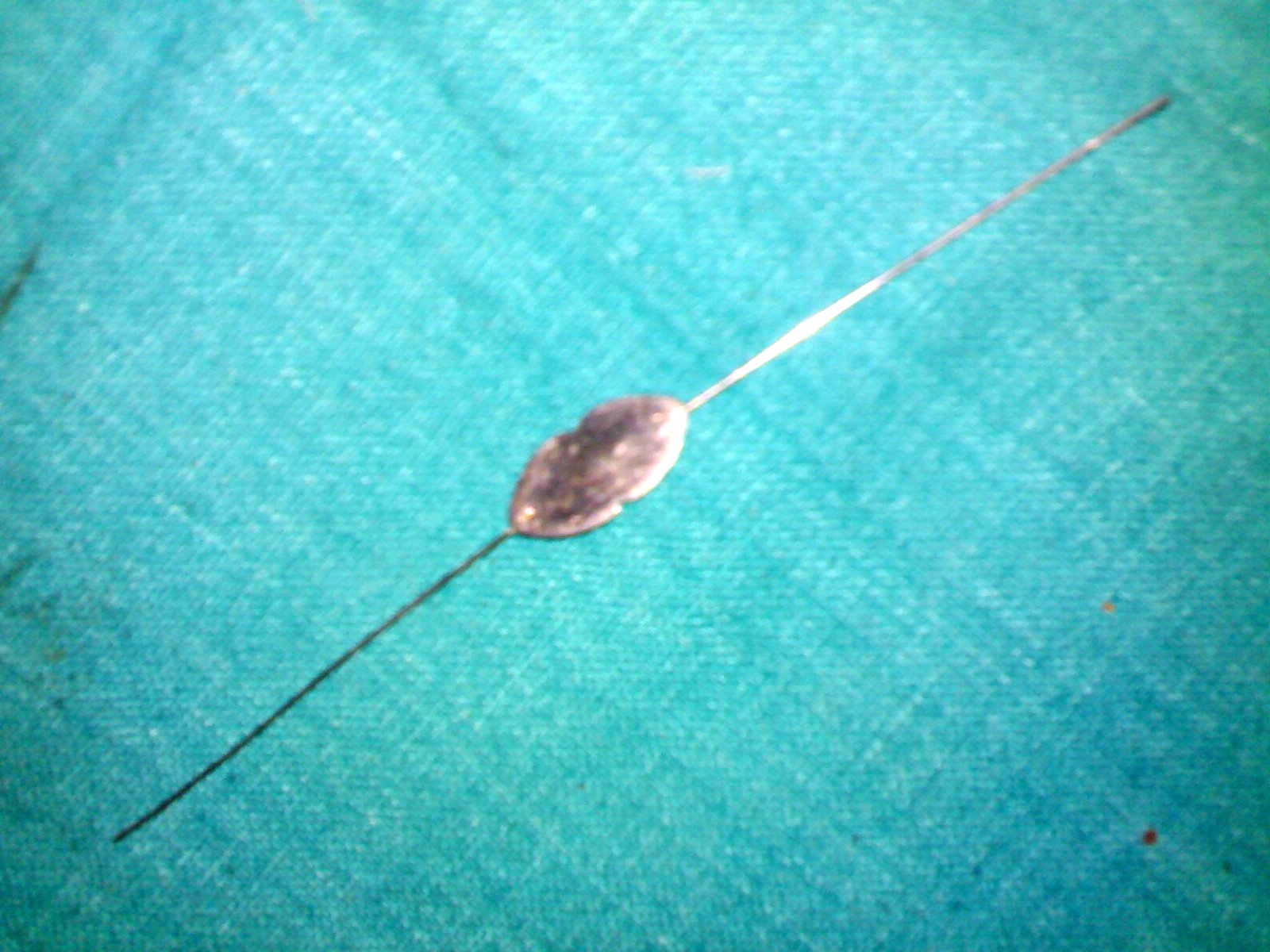
Пластинковий зонд Боумена.
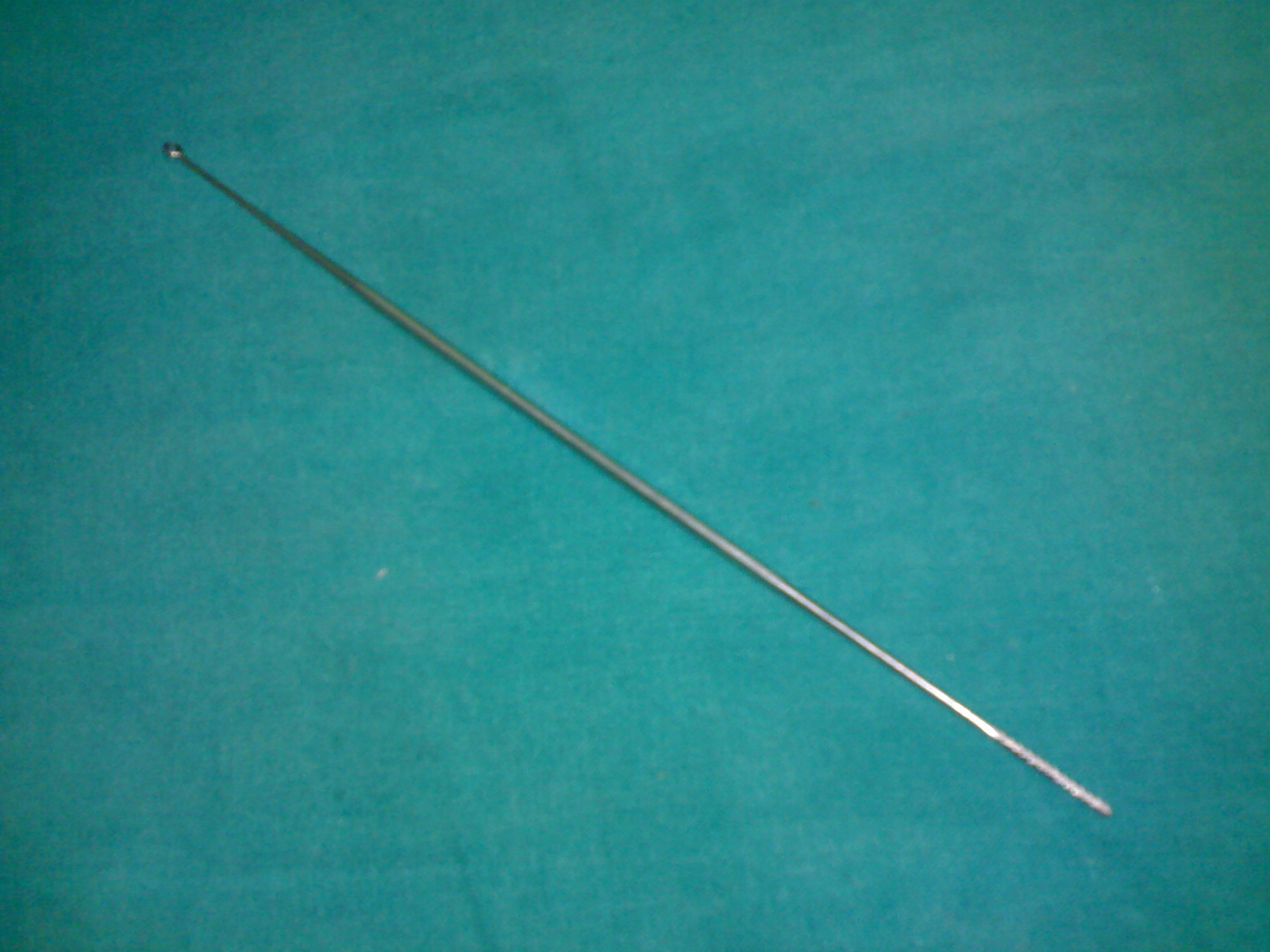
Зонд Джобсона-Горнера (з круглою кьюреткою)
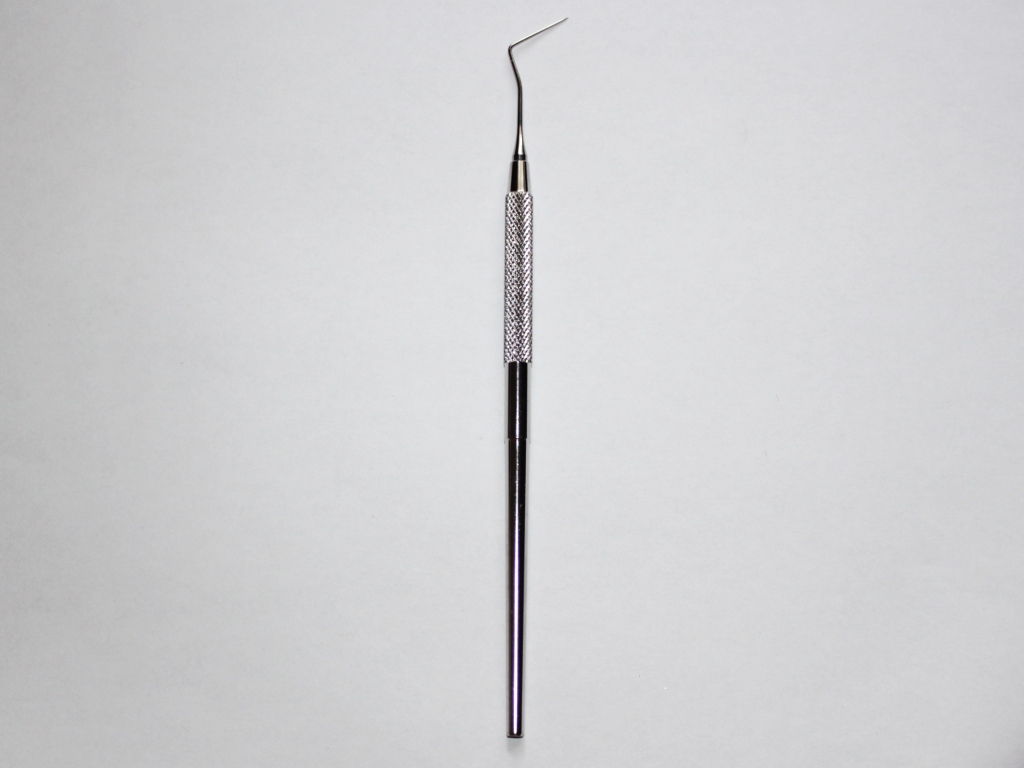
Періодонтальний зонд